# StarTram

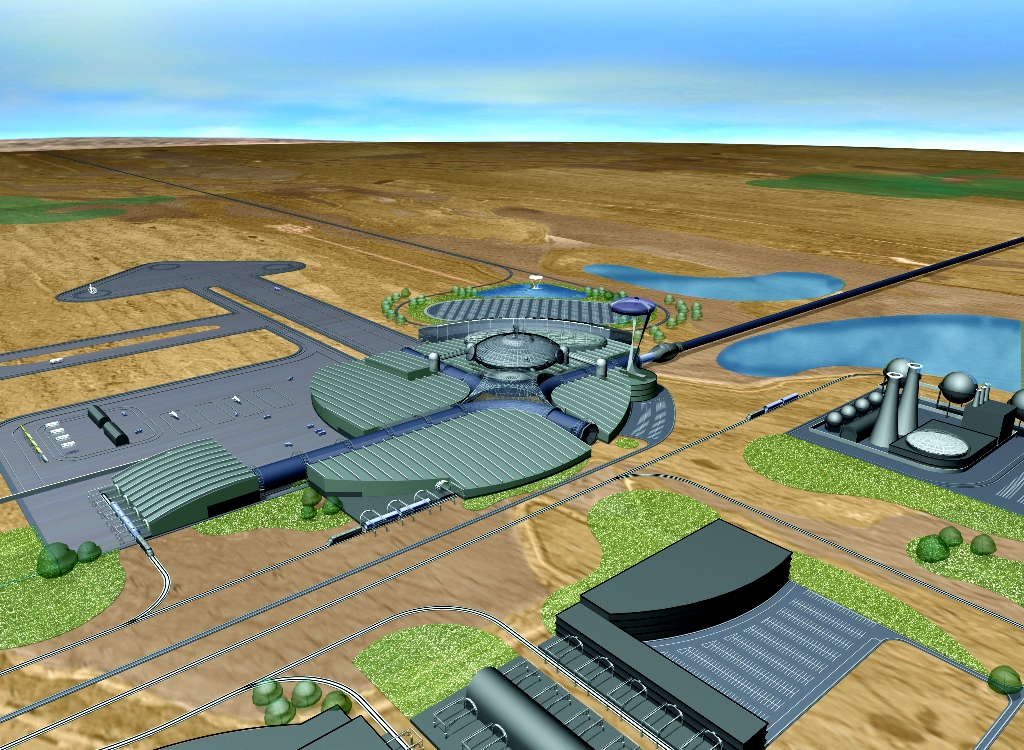
Diseño conceptual de una hipotética base del sistema de lanzamiento espacial StarTram. El tubo de lanzamiento se extiende hacia el este hacia la derecha (eventualmente curvándose en sentido ascendente a varios kilómetros de distancia), cerca de la planta de generación que carga el SMES (sistema superconductor de almacenamiento de energía). Los RLVs regresan a la tierra sobre la pista.

StarTram es una propuesta de sistema de lanzamiento espacial basado en tecnología maglev. La Generación 1 de este sistema permitiría solo lanzar cargas, produciéndose el lanzamiento desde la cumbre de una montaña de entre 3 a 7 km de altitud con un tubo en vacío a nivel de la superficie; se ha indicado que mediante este sistema sería posible poner en órbita unas 150,000 toneladas de carga por año. Un desarrollo posterior de la tecnología sería necesario para alcanzar los sistemas de la Generación 2 capaces de transportar pasajeros, con una vía más larga que se curvaría en sentido ascendente hasta su extremo superior ubicado a 22 km de altitud, utilizando principios de levitación magnética, reduciendo las fuerzas cuando cada cápsula realiza la transición desde el vacío a la atmósfera. Una presentación realizada en la Conferencia SPESIF 2010 indicó que el Gen-1 podría estar operativo hacia el año 2020+ si se comenzara a asignar fondos al proyecto, mientras que la Gen-2 recién podría estar operativa después del 2030.

## Historia

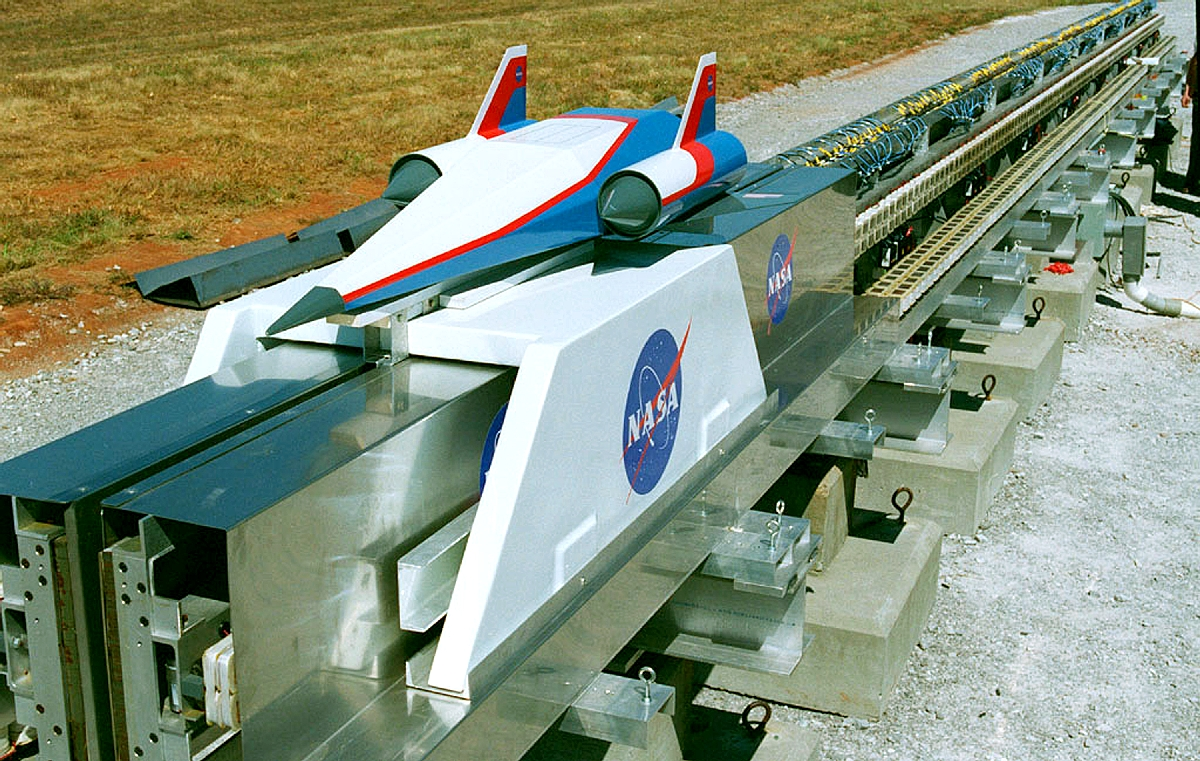
Una vía de ensayo de un modelo a escala para un sistema de asistencia de lanzamiento magnético de baja velocidad.

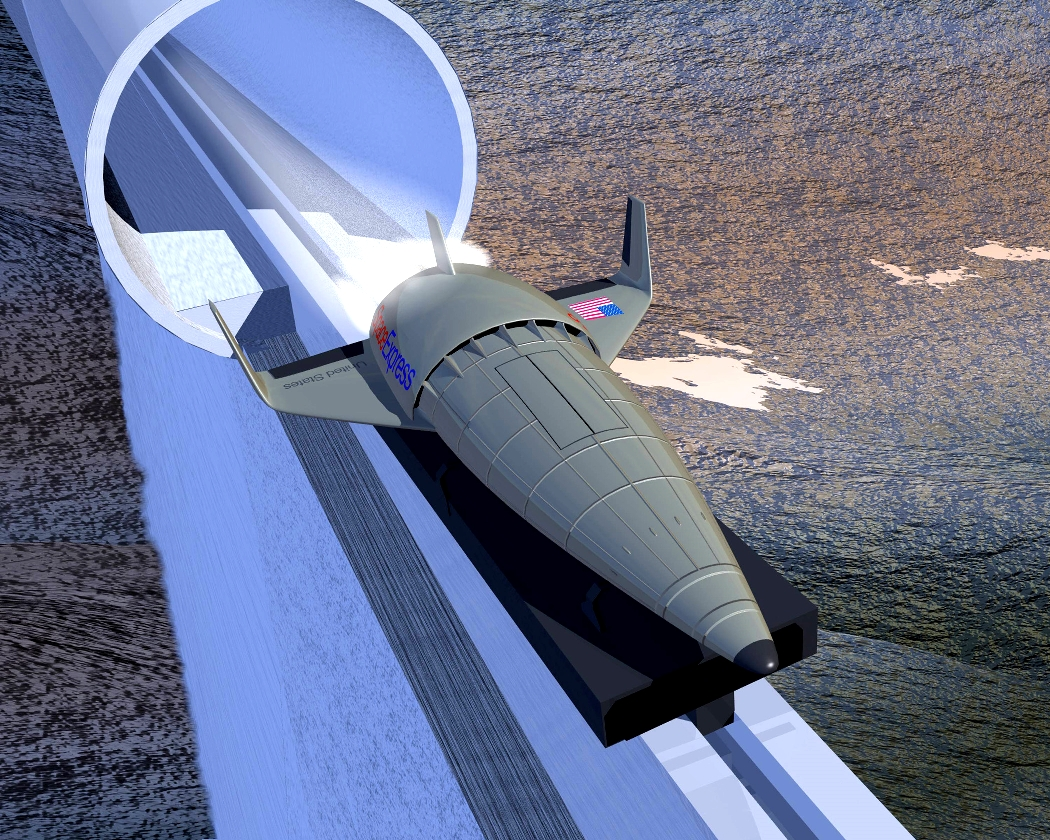
MagLifter: un concepto primitivo de un sistema de asistencia al lanzamiento con un maglev horizontal pero con una velocidad mucho menor.

James R. Powell inventó junto con su colega Gordon Danby el concepto de maglev superconductor en la década de 1960 en el Brookhaven National Laboratory, que posteriormente fue desarrollado para dar origen a los trenes maglev modernos. Posteriormente, Powell fundó StarTram, Inc. junto con el Dr. George Maise, un ingeniero espacial que previamente había trabajado en el Brookhaven National Laboratory desde 1974 a 1997 y que tenía un considerable conocimiento de temas relacionados con el calentamiento durante la reentrada y diseño de un vehículo hipersónico.